# Chlerogella nasus
Chlerogella nasus är en biart som först beskrevs av Günther Enderlein 1903.  Chlerogella nasus ingår i släktet Chlerogella och familjen vägbin. Inga underarter finns listade i Catalogue of Life.